# 天主教布雷茹教区
天主教布雷茹教區（拉丁語：Dioecesis Breiensis），是巴西一個天主教教區，位於馬拉尼昂州東北部，屬馬拉尼昂的聖路易斯總教區。
教區成立於1971年9月14日升為教區。2012年有教友458,000人，佔總人口93.3%。有十六個堂區、司鐸廿六人。現任教區主教為若瑟·瓦爾德希·桑托斯·門德斯。